# 타점
타점(打點, 영어: Run Batted In, RBI)는 득점타(得點打)라고도 하며, 야구, 소프트볼, 다트볼에 사용되는 용어로, 타자가 플레이 해 주자가 득점했을 때 타자에게 주어지는 점수를 말한다.(단. 타자가 병살타를 쳤을때는 타점을 주지 않는다.) 메이저 리그 베이스볼에서는 '승리 타점'이 1980년부터 1988년까지 존재했었으며, 다른 몇몇 프로 리그에서도 존재했다. 타점이 주어진 최초의 팀은 버팔로 바이슨스이다.
타점은 때로 "Ribby", "Rib"라고 쓰인다. 그리고 복수로 쓰일 때는 RBI 또는 RBIs로 쓰인다.

## 메이저 리그 야구 타점 기록

### 개인 통산 최다 타점
이 기록은 2014년 시즌 종료 기준으로 했다.
1. 행크 에런 - 2,297
2. 베이브 루스 - 2,217
3. 캡 앤슨 - 2,076
4. 배리 본즈 - 1,996
5. 루 게릭 - 1,995
6. 알렉스 로드리게스 - 1,969
7. 스탠 뮤지얼 - 1,951
8. 타이 콥 - 1,937
9. 지미 폭스 - 1,922
10. 에디 머레이 - 1,917
11. 윌리 메이스 - 1,903

### 한 시즌 최다 타점
1. 핵 윌슨 (1930) -191
2. 루 게릭 (1931) - 184
3. 행크 그린버그 (1937) - 183
4. 지미 폭스 (1938) - 175
5. 루 게릭 (1927) - 175

### 한 경기 개인 최다 타점
12 - 짐 보텀리 (1924년 9월 24일), 마크 화이튼 (1993년, 9월 7일)

11 - 윌버트 로빈슨 (1892년 6월 10일), 토니 라제리 (1936년 5월 24일), 필 웨인트라우브 (1944년 4월 30일)

10 - 13명의 메이저 리그 선수, 가장 최근 기록은 스쿠터 지넷 (2017년 6월 7일)

### 한 이닝 타점 기록
1. 페르난도 타티스 (1999년 4월 23일) - 8
2. 에드 카트라이트 (1890년 9월 23일) - 7

## KBO 리그 야구 타점 기록

### 개인 통산 최다 타점
2025년 8월 10일 현재
| 순서 | 선수명 | 타점 | 기간                    | 소속팀                       | 기타                                 |
| ---- | ------ | ---- | ----------------------- | ---------------------------- | ------------------------------------ |
| 1    | 최형우 | 1714 | 2002년 ~                | 삼성 KIA                     | 2016년 타점 1위                      |
| 2    | 최정   | 1604 | 2005년 ~                | SK SSG                       |                                      |
| 3    | 김현수 | 1504 | 2006년 ~                | 두산 LG                      |                                      |
| 4    | 이승엽 | 1498 | 1995년 ~ 2017년         | 삼성                         | 1997년 1999년 2002년 2003년 타점 1위 |
| 5    | 이대호 | 1425 | 2001년 ~ 2021년         | 롯데                         |                                      |
| 6    | 양준혁 | 1389 | 1993년 ~ 2010년         | 삼성                         |                                      |
| 7    | 김태균 | 1358 | 2001년 ~ 2009년, 2012년 | 한화                         |                                      |
| 8    | 강민호 | 1297 | 2004년 ~                | 롯데 삼성                    |                                      |
| 9    | 이호준 | 1265 | 1994년 ~ 2017년         | 해태 SK NC                   | 2004년 타점 1위                      |
| 10   | 박병호 | 1244 | 2005년 ~                | LG 넥센 키움 kt 삼성         | 2012년 2013년 2014년 2015년 타점 1위 |
| 11   | 박용택 | 1192 | 2001년 ~ 2020년         | LG                           |                                      |
| 12   | 양의지 | 1183 | 2006년 ~                | 두산 NC 두산                 | 2021년 타점 1위                      |
| 13   | 장종훈 | 1145 | 1986년 ~ 2005년         | 한화                         |                                      |
| 14   | 이범호 | 1127 | 2000년 ~ 2019년         | 한화 KIA                     |                                      |
| 15   | 홍성흔 | 1120 | 1999년 ~ 2016년         | 두산 롯데 두산               |                                      |
| 16   | 김동주 | 1097 | 1998년 ~ 2013년         | OB 두산                      |                                      |
| 17   | 황재균 | 1096 | 2006년 ~                | 현대 우리 히어로즈 롯데 kt   |                                      |
| 18   | 나성범 | 1085 | 2012년 ~                | NC KIA                       |                                      |
| 19   | 박재홍 | 1081 | 1996년 ~ 2012년         | 현대 KIA SK                  | 1996년 2000년 타점 1위               |
| 20   | 손아섭 | 1072 | 2007년 ~                | 롯데 NC 한화                 |                                      |
| 21   | 장성호 | 1043 | 1996년 ~ 2015년         | 해태 KIA 한화 롯데 kt        |                                      |
| 22   | 송지만 | 1030 | 1996년 ~ 2013년         | 한화 현대 우리 히어로즈 넥센 |                                      |
| 23   | 심정수 | 1029 | 1996년 ~ 2013년         | OB 두산 현대 삼성            | 2007년 타점 1위                      |

현역선수는 볼드체

### 한 시즌 최다 타점
2024년 기준
| 순서 | 선수명 | 타점 | 연도   | 소속팀 | 기타     |
| ---- | ------ | ---- | ------ | ------ | -------- |
| 1    | 박병호 | 146  | 2015년 | 넥센   | 타점 1위 |
| 2    | 이승엽 | 144  | 2003년 | 삼성   | 타점 1위 |
| 2    | 최형우 | 144  | 2016년 | 삼성   | 타점 1위 |
| 4    | 심정수 | 142  | 2003년 | 현대   | 타점 2위 |
| 5    | 테임즈 | 140  | 2015년 | NC     | 타점 2위 |
| 6    | 나바로 | 137  | 2015년 | 삼성   | 타점 3위 |
| 7    | 김태균 | 136  | 2016년 | 한화   | 타점 2위 |
| 8    | 나성범 | 135  | 2015년 | NC     | 타점 4위 |
| 8    | 로하스 | 135  | 2020년 | kt     | 타점 1위 |
| 10   | 이대호 | 133  | 2010년 | 롯데   | 타점 1위 |
| 10   | 김재환 | 133  | 2018년 | 두산   | 타점 1위 |
| 12   | 오스틴 | 132  | 2024년 | LG     | 타점 1위 |

### 한 경기 개인 최다 타점
KBO 리그 한 경기 개인 최다 타점은 9타점으로 2015년 9월 20일 박석민이 기록했다.
| 순서       | 선수명 | 날짜            | 소속팀 | 상대팀 | 상대투수                    | 구장 | 기타  |
| ---------- | ------ | --------------- | ------ | ------ | --------------------------- | ---- | ----- |
| 역대 1번째 | 박석민 | 2015년 9월 20일 | 삼성   | 롯데   | 레일리(5타점) 김성배(4타점) | 사직 | [ 3 ] |

### 한 시즌 100타점 기록
2016년 1월 현재
| 연도   | 선수명                                                  | 타점                        | 소속팀                              |
| ------ | ------------------------------------------------------- | --------------------------- | ----------------------------------- |
| 1991년 | 장종훈                                                  | 114                         | 빙그레                              |
| 1992년 | 장종훈                                                  | 119                         | 빙그레                              |
| 1997년 | 이승엽                                                  | 114                         | 삼성                                |
| 1999년 | 이승엽 호세 마해영                                      | 123 122 119                 | 삼성 롯데                           |
| 2000년 | 박재홍                                                  | 115                         | 현대                                |
| 2002년 | 이승엽 심정수 마해영                                    | 126 119 116                 | 삼성 현대 삼성                      |
| 2003년 | 이승엽 심정수 마해영                                    | 144 142 123                 | 삼성 현대 삼성                      |
| 2009년 | 김상현                                                  | 127                         | KIA                                 |
| 2010년 | 이대호 홍성흔                                           | 133 116                     | 롯데                                |
| 2011년 | 최형우 이대호                                           | 118 111                     | 삼성 롯데                           |
| 2013년 | 박병호                                                  | 117                         | 넥센                                |
| 2014년 | 박병호 테임즈 강정호                                    | 124 121 117                 | 넥센 NC 넥센                        |
| 2015년 | 박병호 테임즈 나바로 나성범 최형우 김현수 유한준 박석민 | 146 140 137 135 123 121 116 | 넥센 NC 삼성 NC 삼성 두산 넥센 삼성 |